# سیارک ۸۴۷۴
سیارک ۸۴۷۴ (به انگلیسی: 8474 Rettig، نامگذاری:1985GA1) هشت هزار و چهارصد و هفتاد و چهارمین سیارک کشف شده‌است که در ۱۵ آوریل ۱۹۸۵ کشف شد.
قدر مطلق سیارک برابر ۱۳٫۹۰ است.